# Ajda Tuma Sulejmanová
Ajda Tuma Sulejmanová (Ajda Tuma Sulejman, hebrejsky עאידה תומא סלימאן‎, arabsky عايدة توما سليما‎; * 16. července 1964 Nazaret) je izraelská politička arabské národnosti; poslankyně Knesetu za Sjednocenou kandidátku.

## Biografie
Pochází z Nazaretu, žije ve městě Akko. Je členkou politického byra strany Chadaš a komunistické strany Maki, jež je autonomní součástí Chadaše. Po čtyři roky pracovala jako šéfredaktorka deníku al-Ittihad a byla výkonnou ředitelkou organizace Ženy proti násilí.
Ve volbách v roce 2015 byla zvolena do Knesetu za Sjednocenou kandidátku (aliance čtyř politických stran arabské menšiny).